# Collection française de bactéries phytopathogènes
La collection française de bactéries phytopathogènes (CFBP) est une collection de souches bactériennes en majorité phytopathogènes. C'est l'une des cinq collections de micro-organismes du centre international de ressources microbiennes (CIRM), géré par l'Institut national de la recherche agronomique (INRA) dans son centre d'Angers.
Créée en 1973, cette collection compte actuellement (2016) 5 400 souches appartenant principalement aux genres Acidovorax, Agrobacterium, Bacillus, Brenneria, Burkholderia, Clavibacter, Curtobacterium, Dickeya, Enterobacter, Erwinia, Pantoea, Pectobacterium, Pseudomonas, Ralstonia, Rhatayibacter, Rhodococcus, Streptomyces, Xanthomonas et Xylophilus,.